# Margaret Court
Margaret Court AC MBE (* 16. Juli 1942 als Margaret Jean Smith in Albury, New South Wales) ist eine ehemalige australische Tennisspielerin. Sie war eine der besten Profispielerinnen der Geschichte und ihr gelang sowohl im Einzel als auch im Mixed ein Grand Slam. Darüber hinaus hat sie im Laufe ihrer Karriere mit 64 Grand-Slam-Titeln (Einzel, Doppel und Mixed) mehr Siege bei den vier wichtigsten Turnieren gesammelt als jede andere Tennisspielerin.

## Leben
Margaret Court begann im Alter von acht Jahren mit dem Tennissport. Mit 13 Jahren entschloss sie sich nach eigenem Bekunden, mehr als nur Clubmeisterschaften zu spielen. Wenig später gewann sie einen Titel bei den „State Underage Championships“. Die australische Tennislegende Frank Sedgeman ermutigte sie mit den Worten, mit ihren Anlagen habe sie das Zeug, die erste australische Wimbledon-Siegerin zu werden. Dieses Ziel, so Smith später, habe ihrem sportlichen Ehrgeiz den entscheidenden Anstoß gegeben.
1960 gewann sie als 18-Jährige ihren ersten Titel bei den Australian Championships (seit 1968 Australian Open) – der Auftakt für insgesamt elf australische Single-Championships, von denen sie die ersten sieben in Folge gewann.
Courts Stärken waren vor allem ihre Athletik und ihre Reichweite. Bei einer Körpergröße von fast sechs englischen Fuß (ca. 1,82 m) war sie nur schwer auszuspielen. Sie hatte einen harten Aufschlag, einen guten Flugball und war am Netz kaum zu passieren, ein Umstand, der ihr bald den Spitznamen „the arm“ bescherte.
1963 löste sie die Vorhersage ihres Landsmanns Frank Sedgeman ein. Aufgrund ihres starken Aufschlags und ihrer Vorhand gewann Court als erste australische Frau den Titel in Wimbledon. Gegnerin war Billie Jean King, gegen die Court noch im Jahr zuvor in der ersten Runde verloren hatte. Mit ihrem Partner Ken Fletcher gelang Court zudem ein Grand Slam im Mixed.
Von 1960 bis 1966 dominierte sie das Welttennis und errang 13 Major-Siege. Sie gewann im Einzel sieben Mal die Australian Championships, je zweimal in Paris (1962/1964), Wimbledon (1963/1965) und bei den U.S. National Championships (1962/1965).
1966 zog sie sich überraschend vom Wettkampftennis zurück, heiratete am 29. Oktober 1967 in Perth Barry Court und gründete eine Familie. Nachdem sie alle ihre sportlichen Ziele erreicht hatte, habe sie die Motivation verloren, weiterhin Wettkämpfe zu bestreiten, sagte sie rückblickend.
Im November 1967 kehrte die Australierin bei den NSW Championships in Sydney auf die Tenniscourts zurück. Sie begründete den Schritt im Nachhinein damit, dass sie ihrem Mann die Tennisspielerin nicht habe vorenthalten wollen. Gleichzeitig habe sie in ihrer Ruhepause ein neues Ziel ins Auge gefasst, welches ihr die Motivation zurückgebracht habe: den Grand Slam im Einzel zu gewinnen. 1969 gewann Court drei der vier Grand-Slam-Turniere. Auch wenn der Wimbledon-Titel zum Golden Slam fehlte, war Court schon bald wieder die Nummer 1 im Damentennis.
| Rang                      | Tennisspielerin       | Titel |
| ------------------------- | --------------------- | ----- |
| 1.                        | Margaret Court        | 24    |
| 2.                        | Serena Williams       | 23    |
| 3.                        | Steffi Graf           | 22    |
| 4.                        | Helen Wills Moody     | 19    |
| 5.                        | Chris Evert           | 18    |
| 5.                        | / Martina Navratilova | 18    |
| 7.                        | Suzanne Lenglen       | 12    |
| 7.                        | Billie Jean King      | 12    |
| Stand: 11. September 2022 |                       |       |

1970 gewann Court alle vier Grand-Slam-Titel des Kalenderjahres und war damit erst die zweite Frau nach Maureen Connolly im Jahr 1953, die dieses Kunststück schaffte (1988 konnte Steffi Graf als dritte und bisher letzte den Grand Slam gewinnen). Es war Courts insgesamt erfolgreichstes Jahr auf der Tour. Von 27 gespielten Turnieren gewann die Australierin 21. 104 Siegen standen nur sechs Niederlagen gegenüber. Im Wimbledon-Finale besiegte sie Billie Jean King mit 14:12 und 11:9. Mit nun insgesamt 20 Siegen bei Grand-Slam-Turnieren im Einzel überbot sie den Rekord von Helen Wills Moody. Bei einem kleinen Turnier in North Carolina kreuzten sich erstmals die Wege von Court und ihrer zukünftigen Herausforderin Chris Evert. Die 15-Jährige gewann mit 7:6 und 7:6.

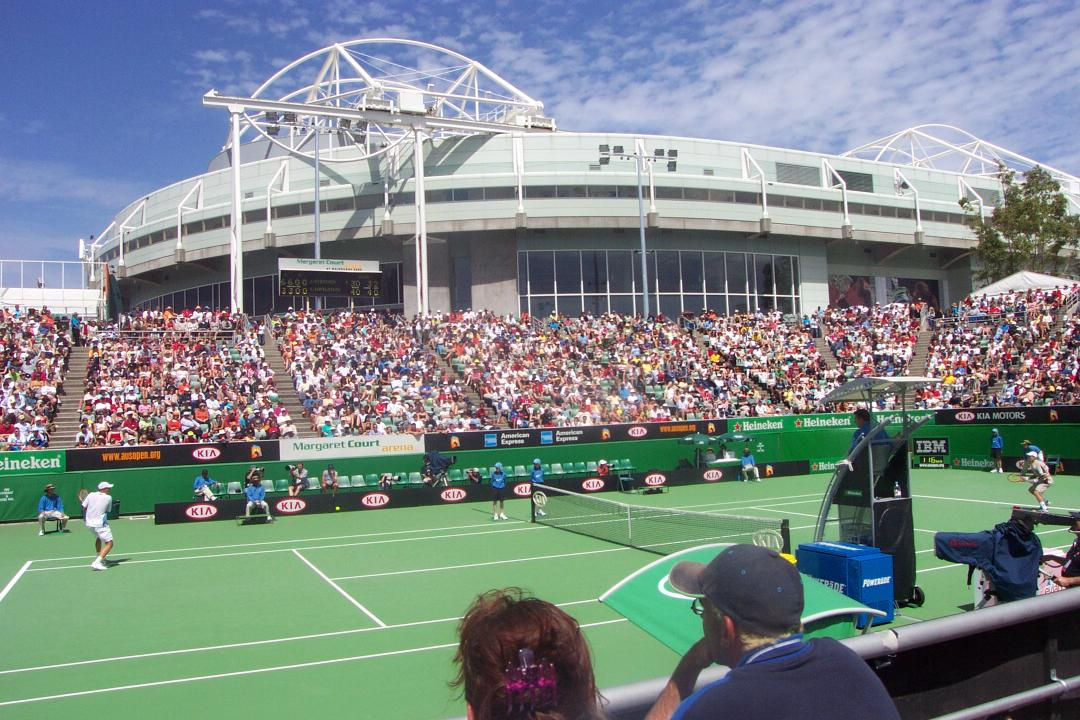
Die Margaret Court Arena vor der Rod Laver Arena im Melbourne Park

Bis 1973 gewann Court noch vier weitere Grand-Slam-Turniere im Einzel. Es war das letzte Jahr, in dem die Australierin die Szene dominierte; sie gewann 18 von 25 Turnieren, siegte 102-mal bei nur sechs Niederlagen, darunter die Australian, die French und die US Open. Einer ihrer bemerkenswertesten Siege ereignete sich bei den French Open, wo es der 31-jährigen Court gelang, die 18-jährige Evert mit 6:7, 7:6 und 6:4 noch einmal in Schach zu halten. Die Zukunft gehörte aber der jungen Amerikanerin, die 1974 die Australierin als beste Spielerin ablöste.
Endgültig zurückgetreten ist Court 1977, als sie das dritte ihrer vier Kinder erwartete. In ihrer herausragenden Karriere gewann sie 24 Grand-Slam-Titel im Einzel (Rekord) und sie war in sieben Jahren die Nummer 1 der Welt: 1962, 1963, 1964, 1965, 1969, 1970 und 1973. Des Weiteren erreichte sie in Einzel, Doppel und im Mixed die Rekordzahl von 64 Grand-Slam-Titeln. Sie ist (neben Doris Hart und Martina Navrátilová) eine von nur drei Spielerinnen, die bei allen vier Grand-Slam-Turnieren in allen Kategorien gewonnen haben.
1979 wurde Margaret Court in die Hall of Fame des Tennissports aufgenommen. 2007 wurde sie mit dem Titel Officer of the Order of Australia ausgezeichnet. Sie lebt in Perth in Australien.

## Abschneiden bei Grand-Slam-Turnieren
| Jahr                                                 | Tennisspieler(in)                             | Wettbewerb     |
| ---------------------------------------------------- | --------------------------------------------- | -------------- |
| 1938                                                 | Don Budge                                     | Herreneinzel   |
| 1951                                                 | Ken McGregor Frank Sedgman                    | Herrendoppel   |
| 1953                                                 | Maureen Connolly                              | Dameneinzel    |
| 1960                                                 | Maria Bueno mit verschiedenen Partnerinnen    | Damendoppel    |
| 1962                                                 | Rod Laver                                     | Herreneinzel   |
| 1963                                                 | Margaret Smith Ken Fletcher                   | Mixed          |
| 1965                                                 | Margaret Smith mit verschiedenen Partnern     | Mixed          |
| 1967                                                 | Owen Davidson mit verschiedenen Partnerinnen  | Mixed          |
| 1969                                                 | Rod Laver                                     | Herreneinzel   |
| 1970                                                 | Margaret Court                                | Dameneinzel    |
| 1983                                                 | Stefan Edberg                                 | Junioreneinzel |
| 1984                                                 | Martina Navratilova Pam Shriver               | Damendoppel    |
| 1988                                                 | Steffi Graf                                   | Dameneinzel    |
| 1998                                                 | Martina Hingis mit verschiedenen Partnerinnen | Damendoppel    |
|  mit verschiedenen Partnern  Golden Slam fett Einzel |                                               |                |

### Einzel
| Turnier         | 1959 | 1960 | 1961 | 1962 | 1963 | 1964 | 1965 | 1966 | 1967 | 1968 | 1969 | 1970 | 1971 | 1972 | 1973 | 1974 | 1975 | Titel |
| --------------- | ---- | ---- | ---- | ---- | ---- | ---- | ---- | ---- | ---- | ---- | ---- | ---- | ---- | ---- | ---- | ---- | ---- | ----- |
| Australian Open | AF   | S    | S    | S    | S    | S    | S    | S    | —    | F    | S    | S    | S    | —    | S    | —    | VF   | 11    |
| French Open     | —    | —    | VF   | S    | VF   | S    | F    | HF   | —    | —    | S    | S    | 3    | —    | S    | —    | —    | 5     |
| Wimbledon       | —    | —    | VF   | 2    | S    | F    | S    | HF   | —    | VF   | HF   | S    | F    | —    | HF   | —    | HF   | 3     |
| US Open         | —    | —    | HF   | S    | F    | AF   | S    | —    | —    | VF   | S    | S    | —    | HF   | S    | —    | VF   | 5     |

### Doppel
| Turnier         | 1959 | 1960 | 1961 | 1962 | 1963 | 1964 | 1965 | 1966 | 1967 | 1968 | 1969 | 1970 | 1971 | 1972 | 1973 | 1974 | 1975 | Titel |
| --------------- | ---- | ---- | ---- | ---- | ---- | ---- | ---- | ---- | ---- | ---- | ---- | ---- | ---- | ---- | ---- | ---- | ---- | ----- |
| Australian Open | —    | F    | S    | S    | S    | F    | S    | F    | —    | HF   | S    | S    | S    | —    | S    | —    | F    | 8     |
| French Open     | —    | —    | 3    | F    | F    | S    | S    | S    | —    | —    | F    | HF   | HF   | —    | S    | —    | —    | 4     |
| Wimbledon       | —    | —    | F    | HF   | F    | S    | 3    | F    | —    | VF   | S    | VF   | F    | —    | VF   | —    | VF   | 2     |
| US Open         | —    | —    | 2    | VF   | S    | F    | —    | —    | —    | S    | F    | S    | —    | F    | S    | —    | S    | 5     |

### Mixed
| Turnier         | 1959 | 1960 | 1961 | 1962 | 1963 | 1964 | 1965 | 1966 | 1967 | 1968 | 1969 | 1970 | 1971 | 1972 | 1973 | 1974 | 1975 | Titel |
| --------------- | ---- | ---- | ---- | ---- | ---- | ---- | ---- | ---- | ---- | ---- | ---- | ---- | ---- | ---- | ---- | ---- | ---- | ----- |
| Australian Open | —    | —    | —    | —    | S    | S    | S    | HF   | —    | F    | S    | —    | —    | —    | —    | —    | —    | 4     |
| French Open     | —    | —    | HF   | —    | S    | S    | S    | 3    | —    | —    | S    | HF   | 3    | —    | —    | —    | —    | 4     |
| Wimbledon       | —    | —    | HF   | —    | S    | F    | S    | S    | —    | S    | HF   | 2    | F    | —    | —    | —    | S    | 5     |
| US Open         | —    | —    | S    | S    | S    | S    | S    | —    | —    | —    | S    | S    | —    | S    | F    | —    | HF   | 8     |

## Kritik
Court, die sich der Pfingstbewegung anschloss und Anfang der 1980er Jahre eine eigene Pfingstgemeinde gründete, steht wegen homophober Äußerungen in der öffentlichen Kritik, die auch von ehemaligen Tennisspielern wie Martina Navratilova, Billie Jean King und John McEnroe vorgetragen wird. Navratilova schlug vor, die Margaret Court Arena in Melbourne in Evonne Goolagong Arena umzubenennen. Court äußerte weiter, dass der Teufel in die Medien, die Politiker sowie die Bildung eindringe und das Ziel habe, „Gedanken und Mund“ („mind and mouth“) zu kontrollieren.